# Jean Mazel (homme politique)
Pour les articles homonymes, voir Jean Mazel et Mazel.
Jean Mazel, né le 10 mai 1910 à Phnom Penh (Cambodge) et mort le 19 août 1962 dans la même ville, est un homme politique français.

## Biographie
Au début des années 1930, Jean Mazel est footballeur dans l'équipe professionnelle de l'Olympique d'Alès.
Après un doctorat en droit, Jean Mazel est avoué au tribunal de Mende.
Mobilisé pendant la Seconde Guerre mondiale qu'il finit comme sous-lieutenant de réserve, il est décoré de la croix de guerre.
Nommé conseiller municipal et maire adjoint de Mende par le régime de Vichy, il vote en mai 1942 une motion de défiance contre Pierre Laval et adresse sa démission au préfet, qui la refuse.
Il participe par la suite à la résistance et, à partir de mars 1944, est recherché par la police. Son action pendant la guerre lui vaut la légion d'honneur.
A la Libération, il dirige le Mouvement de libération nationale à Mende et, en avril 1945, est élu maire de cette ville, sous l'étiquette du Mouvement républicain populaire (MRP), dont il est le président départemental, fait étonnant pour un homme de tradition protestante.
Il entre aussi au conseil général, comme élu dans le canton de Bleymard, en septembre 1945.
Menant la liste du MRP pour l'élection de la première assemblée constituante, il est élu député avec 54,2% des suffrages dans un contexte où les partis de gauche ne présentent pas de candidats. 
En juin 1946, il mène de nouveau la liste du MRP, et fait une campagne centrée sur la lutte contre le communisme et la défense des valeurs chrétiennes. Avec 40,7 % des voix, il conserve son siège, et ce malgré la dissidence d'une de ses colistières de 1945, Emerantienne de Lagrange.
Pendant ces deux mandats, il est un parlementaire discret, voire peu actif et ne se fait guère remarquer.
Toujours tête de liste en novembre, il voit son résultat électoral encore baisser, avec seulement 36,5 % des voix, ce qui est cependant suffisant pour qu'il soit réélu.
Parlementaire peu actif, il est placé en congé de l'assemblée fin 1947.
L'année suivante, il quitte le MRP sur un désaccord au sujet de la loi des « maxima » relative à l'organisation du budget. Il rejoint alors le groupe, nettement plus à droite, du Centre républicain d'action paysanne et sociale.
C'est sous cette étiquette qu'il est réélu en 1951, grâce à l'apparentement de sa liste avec celles du MRP et du RPF, car il n'obtient que 21,7 % des voix. Son basculement à droite est net dans ses prises de position politiques générales : il défend ainsi l'exclusion de la fonction publique de tous les fonctionnaires « d'autorité » membres ou proches du PCF, la privatisation d'une partie du secteur public, et des restrictions au droit de grève.
La violence verbale de sa campagne est telle qu'un de ses concurrent, Henri Trémolet de Villers demande la levée de son immunité parlementaire afin de le poursuivre pour injures et diffamation. Celui-ci, cependant n'obtient pas satisfaction.
Jean Mazel est cependant battu aux cantonales d'octobre 1951, mais parvient deux ans plus tard à conserver la mairie de Mende, grâce à une large coalition incluant la droite et les socialistes.
En 1956, cependant, après une législature pendant laquelle il a été extrêmement peu actif à l'assemblée, il décide de ne pas se représenter aux législatives. Dans la foulée, il abandonne son mandat de maire, quitte le département pour s'installer dans le Var et se retire de la vie politique.

## Détail des fonctions et des mandats
Mandats parlementaires
- 21 octobre 1945 - 10 juin 1946 : Député de la Lozère
- 2 juin 1946 - 27 novembre 1946 : Député de la Lozère
- 10 novembre 1946 - 4 juillet 1951 : Député de la Lozère
- 17 juin 1951 - 1er décembre 1955 : Député de la Lozère